# Piper mocco-mocco
Piper mocco-mocco är en pepparväxtart som beskrevs av William Trelease. Piper mocco-mocco ingår i släktet Piper och familjen pepparväxter. Utöver nominatformen finns också underarten P. m. angustum.